# Meredith Scott Lynn
Meredith Scott Lynn (Brooklyn - New York, 8 maart 1970) is een Amerikaanse actrice, filmproducente, filmregisseuse en scenarioschrijfster.

## Biografie
Lynn werd geboren in de borough Brooklyn van New York, en doorliep de high school High School of Performing Arts in Manhattan (New York). 

## Carrière
Lynn begon in 1988 met acteren in de televisieserie The Facts of Life. Hierna heeft zij nog meerdere rollen gespeeld in televisieseries en films zoals Forces of Nature (1999), Judging Amy (1999), Legally Blonde (2001) en CSI: Crime Scene Investigation (2005-2006). 

## Filmografie

### Films
Uitgezonderd korte films.
- 2017 Menendez: Blood Brothers - als Leslie Abramson
- 2017 Muffin Top: A Love Story - als Katey
- 2015 The3Tails Movie: A Mermaid Adventure - als aquarium lerares
- 2014 Muffin Top: A Love Story - als Katey
- 2012 Sunset Stories – als Pam Jimmerson
- 2012 Vamps - als Rita
- 2012 For the Love of Money – als Mazal
- 2007 The Neighbor – als Mindy
- 2007 Not Another High School Show – als Gabby
- 2007 Finishing the Game: The Search for a New Bruce Lee – als Eloise Gazdag
- 2006 How to Go Out on a Date in Queens – als Elizabeth
- 2005 When Do We Eat? – als Jennifer
- 2003 Hollywood Homicide – als detective Jackson
- 2001 Legally Blonde – als Enid
- 2000 Loser – als hondenliefhebster
- 1999 Standing on Fishes – als Erika
- 1999 Forces of Nature – als Debbie
- 1998 The Lion King II: Simba's Pride – als diverse stemmen (animatiefilm)
- 1998 A Night at the Roxbury – als feeks
- 1998 Billy's Hollywood Screen Kiss – als Georgiana
- 1997 I Love You, Don't Touch Me!  - als Janet
- 1997 Take a Number – als Megan
- 1996 Mixed Nuts – als Julie Manning
- 1996 Beat the Bash – als woordvoerster
- 1996 Life with Roger – als Myra
- 1994 Bleeding Hearts – als Ruthie
- 1994 The Girl in the Watermelon – als Samantha Mayerofsky

### Televisieseries
Uitgezonderd eenmalige gastrollen.
- 2012 - 2017 Days of our Lives - als Anne Milbauer - 156 afl.
- 2005 – 2006 Girlfriends - als Doreen Reznik – 2 afl.
- 2005 – 2006 CSI: Crime Scene Investigation – als officier van justitie Carol Allred – 4 afl.
- 2002 Roswell – als Dominique Lazar – 2 afl.
- 1999 – 2000 Pepper Ann – als Poison – 3 afl. (animatieserie)
- 1999 Judging Amy – als Hilary Baker – 2 afl.
- 1995 The Pursuit of Happiness – als Jean Mathias – 7 afl.
- 1994 Daddy's Girls - als Samantha Walker – 3 afl.
- 1990 The Marshall Chronicles – als Leslie Barash – 6 afl.
- 1988 The Facts of Life – als Ashley Payne – 2 afl.

### Filmproducente
- 2006 Designing Blind – televisieserie - ? afl.
- 2001 Offside – korte film
- 1999 Standing on Fishes – film
- 1999 Demo Reel: A Tragedy in 10 Minutes – film
- 1998 Billy's Hollywood Screen Kiss – film
- 1997 I Love You, Don't Touch Me - film

### Filmregisseuse
- 2015 The3Tails Movie: A Mermaid Adventure - film
- 2008 Parental Guidance – korte film
- 1999 Standing on Fishes – film
- 1999 Demo Reel: A Tragedy in 10 Minutes – film

### Scenarioschrijfster
- 2008 Parental Guidance – korte film

- Library of Congress Control Number: no2011008599
- Virtual International Authority File: 166342108
- WorldCat: E39PBJcGkww4hBgqBKyXKdMXVC